# كنيسة القديسة مريم والقديس أنطونيوس القبطية الأرثوذكسية
كنيسة القديسة مريم والقديس أنطونيوس القبطية الأرثوذكسية تقع في ريدجوود، كوينز وكانت أقدم أبرشية قبطية أرثوذكسية في كوينز. وهي واحدة من 287 كنيسة قبطية أرثوذكسية في الولايات المتحدة.

## تاريخ
تعتبر كنيسة القديسة مريم والقديس أنطونيوس إحدى أقدم الكنائس القبطية الأرثوذكسية في أمريكا الشمالية، وقد بدأت في مارس 1972، وهي أول كنيسة قبطية أرثوذكسية في نيويورك، وثالث كنيسة قبطية في الولايات المتحدة. الكنيسة الأولي هي كنيسة القديس مرقس القبطية الأرثوذكسية في جيرسي سيتي، والكنيسة الثانية هي كنيسة القديس مرقس القبطية الأرثوذكسية في لوس أنجلوس. بعد بضعة أشهر، إنشأت كنيسة مارجرجس القبطية الأرثوذكسية في بروكلين. وفي النهاية، بدأت الكنائس القبطية بالظهور في جميع أنحاء مدينة نيويورك وكذلك ولاية نيويورك. أدى ذلك إلى إنشاء حوالي 15 كنيسة قبطية أرثوذكسية في ولاية نيويورك.
بعد بناء الكنيسة، في زيارة رعوية قام بها البابا شنودة الثالث، كرست الكنيسة في سبتمبر 1989. تقام الصلوات حاليًا من قبل ثلاثة كهنة، حيث يوجد أكثر من 300 عائلة قبطية تخدمها كنيسة القديسة مريم والقديس أنطونيوس.

## روابط خارجية
- الموقع الرسمي للقديسة مريم وكنيسة القديس أنطونيوس القبطية الأرثوذكسية
- أبرشية الأقباط الأرثوذكس بأمريكا الشمالية
- دليل وإحصائيات حول الكنائس القبطية الأرثوذكسية في أمريكا الشمالية